# Raïon de Staryïa Darohi
Le raïon de Staryïa Darohi (en biélorusse : Старадарожскі раён, Staradajojski raïon) ou raïon de Starye Dorogui (en russe : Стародорожский район, Starodorojski raïon) est une subdivision de la voblast de Minsk, en Biélorussie. Son centre administratif est la ville de Staryïa Darohi.

## Géographie
Le raïon couvre une superficie de 1 370,38 km2, dans le sud-est de la voblast. Il est limité au nord par le raïon de Poukhavitchy et la voblast de Moguilev (raïon d'Assipovitchy), à l'est par la voblast de Moguilev (raïon de Hlousk), au sud par le raïon de Liouban et à l'ouest par le raïon de Sloutsk.

## Histoire
Le raïon de Staryïa Darohi a été créé le 17 juillet 1924.

## Population

### Démographie
Les résultats des recensements de la population (*) font apparaître une baisse presque continue de la population depuis 1959. Ce déclin s'est accéléré dans les premières années du XXIe siècle :
Recensements (*) ou estimations de la population :
| 1959*  | 1970*  | 1979*  | 1989*  | 1999*  | 2009*  |
| ------ | ------ | ------ | ------ | ------ | ------ |
| 35 812 | 33 091 | 29 915 | 27 738 | 26 253 | 21 937 |

### Nationalités
Selon les résultats du recensement de 2009, la population du raïon se composait de quatre nationalités principales :
- 92,9 % de Biélorusses ;
- 4,8 % de Russes ;
- 1,1 % d'Ukrainiens.

### Langues
En 2009, la langue maternelle était le biélorusse pour 80,5 % des habitants du raïon de Staryïa Darohi et le russe pour 17,6 %. Le biélorusse était parlé à la maison par 50,5 % de la population et le russe par 45,1 %.